# Wendell Vernon Clausen
Wendell Vernon Clausen (* 2. April 1923 in Coquille, Oregon; † 12. Oktober 2006 in Belmont, Massachusetts) war ein US-amerikanischer Klassischer Philologe.

## Leben
Wendell Vernon Clausen studierte an der University of Washington Klassische und Englische Philologie und erlangte 1945 den Bachelorgrad. Seine Graduate Studies absolvierte er an der University of Chicago, wo er sich auf die altertumswissenschaftlichen Fächer konzentrierte. Nach dem Masterabschluss arbeitete er an seiner Doktorarbeit, mit der er bereits 1948 zum Ph.D. promoviert wurde. 1963 wurde er in die American Academy of Arts and Sciences gewählt.
Seine erste Anstellung erhielt Clausen am Amherst College, wo er von 1948 bis 1959 lehrte. Ab 1959 war er Professor of Greek and Latin an der Harvard University, ab 1982 Victor S. Thomas Professor of Greek and Latin, ab 1988 Pope Professor of Greek and Latin bis zu seinem Eintritt in den Ruhestand (1993). Daneben war er von 1984 bis 1993 Professor of Comparative Literature. An der University of California in Berkeley war er im Jahr 1981/1982 Sather Professor. Clausen starb im Oktober 2006 an den Folgen eines Schlaganfalls, den er im August 2005 erlitten hatte.
Clausens Forschungsschwerpunkt war die klassische lateinische Dichtung, zu der er kritische Editionen, Kommentare und begleitende Aufsätze und Monografien verfasste.

## Schriften (Auswahl)
- Juvenal, The Sixteen Satires.
- Erchanberti Frisingensis Tractatus super Donatum. Chicago 1948 (Dissertation)
- A. Persi Flacci Saturarum liber: accedit vita. Oxford 1956
- A. Persi Flacci et D. Iuni Iuvenalis Saturae edidit brevique adnotatione critica instruxit W. V. Clausen. Oxford 1959
- mit Francis Richard David Goodyear, Edward J. Kenney, John A. Richmond: Appendix Vergiliana recognoverunt et adnotatione critica instruxerunt. Oxford 1967
- mit Edward J. Kenney: The Cambridge History of Classical Literature. Vol. 2: Latin literature. Cambridge 1982
- Virgil’s Aeneid and the Tradition of Hellenistic Poetry. Berkeley/Los Angeles 1987, ISBN 0-520-05791-0 (Sather Classical Lectures 51)
- A Commentary on Virgil, Eclogues. New York 1994, ISBN 0-19-814916-6.
- Virgil’s “Aeneid”: Decorum, Allusion and Ideology. München 2002, ISBN 3-598-77711-6 (Beiträge zur Altertumskunde 162)
- mit James E. G. Zetzel: Commentum Cornuti in Persium recognoverunt et adnotatione critica instruxerunt. München/Leipzig 2004, ISBN 3-598-71578-1.